# Ozren Mutak
Ozren Mutak (* 3. srpna 1969 Chorvatsko) je český klasický kytarista chorvatského původu. S rodinou žije v Kladně, vyučoval na mistrovských kytarových kurzech v Chorvatsku a v České republice, od roku 1995 vyučoval hudbu na ZUŠ v Kladně, učil na ZUŠ Buštěhradu, v Praze na HAMU, na konzervatoři v Teplicích (2000–2010) a na konzervatoři v Plzni učí od roku 2007. Od roku 2014 předseda kytarové sekce ZUŠ Středočeského kraje. Porotce soutěží a festivalů. S kytaristou Milanem Zelenkou vystupovali jako Duo Boemo.

## Studium
V Chorvatsku studoval na hudebním gymnáziu a byl soukromým žákem předních chorvatských kytaristů Zorana Dukiče a Gorana Listeše. V České republice studoval na Hudební fakultě pražské Akademie múzických umění u prof. Milana Zelenky, poté ještě rok na Vysoké hudební škole v německém Würzburgu u prof. Jürgena Rucka.

## Open Guitar Festival
S Milanem Zelenkou, Pavlem Steidlem a Vilémem Žákem založili hudební festival a mistrovské kurzy na hradě Křivoklát (zprvu pořádané v Novém Strašecí) a občanské sdružení Open Guitar, které každoročně v červnu propaguje hru na klasickou kytaru (16. ročník v roce 2019).

## Koncerty
společné
- s Milanem Zelenkou: kytarové Duo Boemo[5][6]
- s houslistou Jiřím Bezděkovským
- s Apollon kvartetem
- s akordeonistkou Jarmilou Vlachovou
- s houslistkou Gabrielou Demeterovou

koncerty a vystoupění
- Sukova síň Rudolfina v Praze
- v Martinů sále v Praze
- 2012 Atrium na Žižkově kytarový recitál[7]

festivaly
- Internazionale della Chitarra, Aquila, Itálie
- Dani gitare, Záhřeb, Chorvatsko
- Na dvanácti strunách, České Budějovice
- Kytara napříč žánry
- Žižkovský podzim
- Dny soudobé hudby
- Mezinárodní festival komorní hudby Klatovy 2013
- Čtyři dny 2016: Žan Loose, Stanislav Majer a Ozren Mutak : Exactly the Moments (divadelní projekt)
- Prague Guitar Forum 2019, HAMU, Praha

rozhlas a TV
- pro Český rozhlas
- v České televizi
- v televizi v Chorvatsku

## Diskografie
- 2001: A Bit Of Romance (O. Mutak kytara, Ivana Pelić piano, Biljana Pelić housle)[8]
- 2007: Chamber works for classical guitar (Milan Zelenka, Ozren Mutak, Jan Tuláček)
- 2014: Ozren Mutak – Guitar (album) [9]